# De sprietatoom
De sprietatoom is het derde stripverhaal uit de reeks van Suske en Wiske, geschreven en getekend door Willy Vandersteen. Het werd gepubliceerd in De Nieuwe Standaard van 15 mei 1946 tot en met 27 september 1946. Het is het eerste verhaal in de serie met een rol voor Lambik, die hierna een van de vaste hoofdpersonages werd.
De eerste albumuitgave was in 1948, destijds in de Vlaamse ongekleurde reeks. Het verhaal kreeg hierin nummer 3. In 1960 werd een hertekende versie uitgegeven als nummer 42 in de Vlaamse tweekleurenreeks. Het hertekende verhaal werd in 1970 ingekleurd en deze versie verscheen in de Vierkleurenreeks met nummer 107. De oorspronkelijke versie van het verhaal werd in 1993 nog eens uitgebracht in de Suske en Wiske Klassiek-reeks.

## Locaties
- België, Kempenland, Antwerpen, Mechelen, Volendam, Gent met Gravenkasteel, grotten van Han in Wallonië, Gouffre de Belvaux, de Ardennen, de ruïnes van de Abdij van Villers in Villers-la-Ville, de hel, de hemel, het laboratorium van professor Barabas.

## Personages
- Suske, Wiske met Schanulleke, tante Sidonia, Lambik, professor Barabas, Korneel en zijn vrouw, de kwaadaardige geleerde Savantas, verkleinde mensen.

## Uitvindingen
- Vitamitje, raket, het sprietatoomtoestel, het stopstraalkanon

## Het verhaal

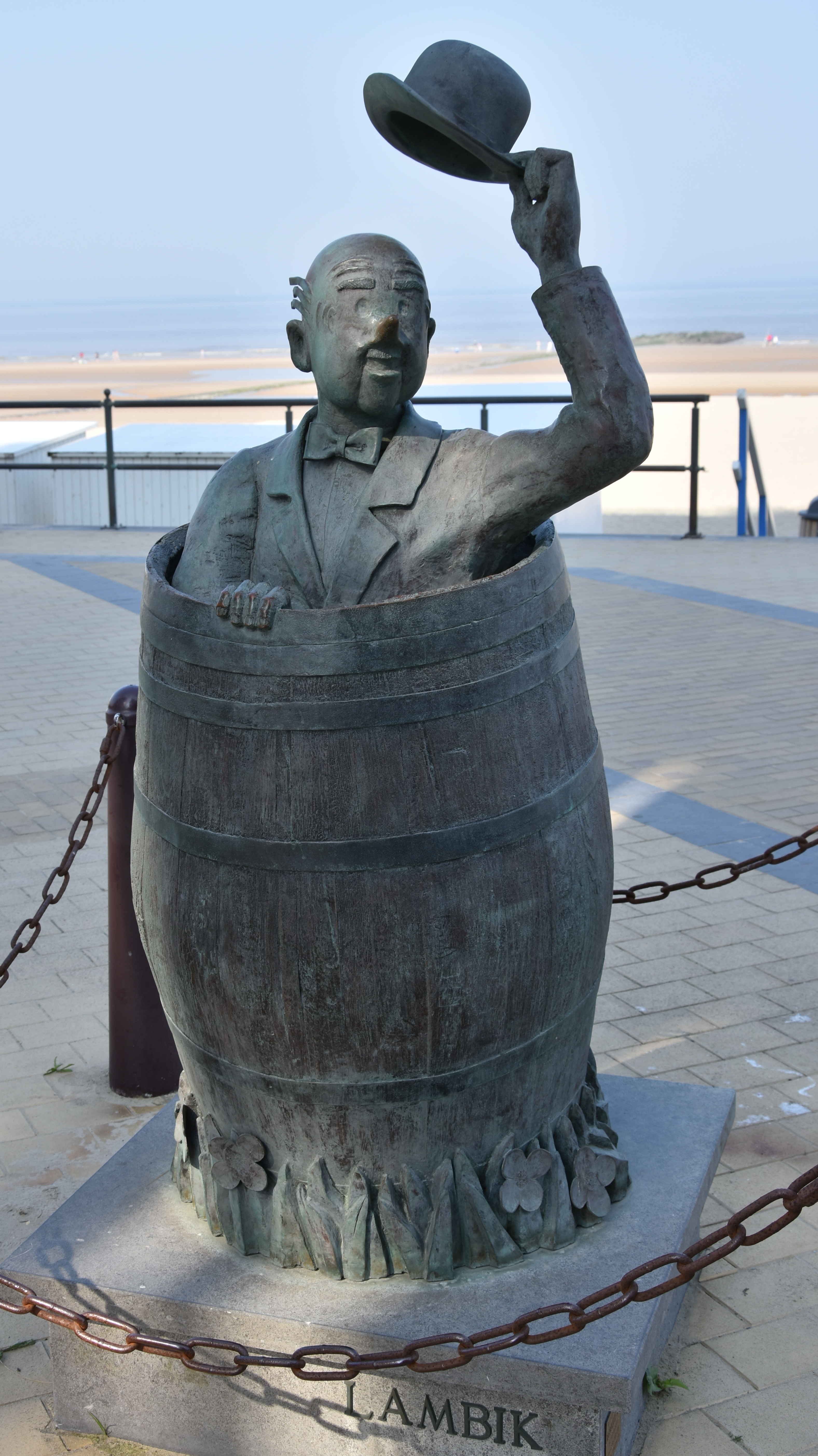
Lambik die zich ophoudt in de regenton, stripstandbeelden Middelkerke

Suske en Wiske gaan er na hun avontuur op Amoras met de rugzak op uit om te kamperen in de Kempen. Wanneer ze 's nachts worden overvallen door noodweer kloppen ze bij een boer aan, waar ze in de stal mogen slapen. Ze treffen er een piepklein mannetje aan, dat voortdurend "Savantas" schreeuwt en ervandoor gaat. Suske en Wiske volgen het mannetje tot in een donkere molen, waar ze zien dat het mannetje door een hand wordt beetgepakt. Verderop in de molen komen ze grote ladingen spriet tegen. Omdat ze het mannetje noch de eigenaar van de hand aantreffen, besluiten ze terug te gaan naar de hoeve. Daar vinden ze hun rugzakken buiten de deur. De boer doet niet meer open en ze besluiten naar huis terug te keren.
Tante Sidonia gelooft hun verhalen niet, maar heeft wel een verrassing voor hen: een klein autootje genaamd Vitamitje, dat rijdt op etenswaren. Het is een geschenk van professor Barabas, omdat ze hem het leven hebben gered op Amoras.  Suske en Wiske rijden met Vitamitje naar het landgoed van de professor. Het landgoed is zó goed beveiligd dat de professor in zijn eigen wolfsklem terechtkomt. Nadat hij weer is bevrijd, legt de professor uit waarom hij zijn landgoed heeft beveiligd: hij heeft een uitvinding gedaan waarvan de gevolgen niet te overzien zijn. Het is hem gelukt om spriet te splitsen en weer samen te voegen, waardoor er zeer veel energie vrijkomt. Deze gloeiende sprietatomen kunnen mensen, dieren en voorwerpen tot wel honderdmaal verkleinen, al naargelang de duur van de bestraling. De geheime formule is echter gestolen door Savantas, de ex-assistent van de professor. Suske en Wiske beloven de professor dat ze de formule zullen terughalen 
Suske en Wiske keren met Vitamitje terug naar de molen. Onderweg komen ze een zonderlinge man tegen die zich in een boom schuilhoudt. In de molen worden ze overmeesterd door Savantas, die hen aan het molenrad vastbindt. Savantas vertelt dat hij de formule gegraveerd heeft aan de binnenkant van een sigarettenkoker. Hij wil heel België verkleinen en zo zelf de baas over het land worden. Savantas steekt de molen in brand en gaat ervandoor. Het vuur brandt de touwen waarmee ze vastgebonden zijn door, zodat  ze ternauwernood aan de dood ontkomen. Ze gaan Savantas achterna met Vitamitje. Er volgt een tweede ontmoeting met de man die ze eerder in een boom zagen zitten, en die zich deze keer in een regenton schuilhoudt. De man maakt zich nu bekend als Lambik. Hij verklaart dat hij door professor Barabas is ingehuurd om Savantas te vinden, maar hij is nogal verstrooid. 
Suske, Wiske en Lambik keren terug naar de professor, waar ze hun hoofdkwartier gaan inrichten. Vanuit het hoofdkwartier gaan ze met Vitamitje op zoek naar Savantas. Achtereenvolgens komen ze in Antwerpen, Mechelen, Brussel en Volendam. Vitamitje is voorzien van een radio-installatie waarmee ze in contact blijven met professor Barabas en tante Sidonia. De professor heeft een nieuwe uitvinding gedaan: een raket, waarmee hij materiaal kan verzenden. Lambik wordt na een misverstand weer terug naar huis gezonden. Suske en Wiske gaan verder, ditmaal naar Gent. Savantas houdt zich schuil in het Gravenkasteel en verkleint met het sprietatoomtoestel iedereen die naderbij komt.
Suske en Wiske laten per raket een touwladder komen. Per ongeluk belandt ook Lambik op de raket en landt op het Gravenkasteel, waar hij door Savantas wordt verkleind en in een glazen pot gestopt. Suske en Wiske laten zich van een afstand ook verkleinen, waarna ze het kasteel binnenkomen door de slotgracht over te steken per klomp en via een gaatje in de muur naar binnen te dringen. Ze ontsnappen ternauwernood aan een hongerige spin op de rug van een vlieg. Wanneer ze weer groot worden, kunnen ze Lambik bevrijden. Savantas ontvlucht weer. 
Een nieuwe achtervolging brengt de vrienden eerst naar de sprietvelden van Moll in de Kempen, die ze willen opkopen. Alle spriet is echter al door Savantas opgekocht en naar de Grotten van Han verstuurd. Hier aangekomen stuurt professor Barabas nog een nieuwe uitvinding, het stopstraalkanon, waarmee personen tijdelijk geheel kunnen worden verlamd. Savantas is van plan om heel België te verkleinen en onder te brengen in de grotten. Suske, Wiske en Lambik weten dit te voorkomen en Savantas vlucht opnieuw, ditmaal naar de ruïnes van de abdij van Villers-la-Ville. Ze bemachtigen er het sprietatoomtoestel en verkleinen Savantas, die vervolgens door een roodborstje wordt opgegeten. Het vogeltje wordt meegenomen als bewijsmateriaal.
Als de vrienden uiteindelijk thuiskomen legt het roodborstje een ei, dat de volgende morgen ontploft. De geest van Savantas blijkt in het ei te zitten. Hij wil wraak nemen, maar Wiske zuigt de geest met een stofzuiger op en laat hem buiten wegwaaien. De geest komt noch de hel noch de hemel in, hij moet eerst op Aarde zijn slechte daden goedmaken. Dat doet hij door de professor te laten inzien dat diens uitvindingen de wereld slechts onheil kunnen brengen en dat hij ze moet vernietigen. Barabas raakt overtuigd en vernietigt zijn hele laboratorium, waarna hij besluit om voortaan alleen nog gedichten te schrijven. Savantas vindt rust dankzij deze goede daad.

## Achtergronden bij het verhaal
- Gezien het onzijdige genus van het woord atoom is Het sprietatoom eigenlijk de enige correcte vorm.
- Lambik is in zijn debuutverhaal al vrij dom en verstrooid, maar nog niet zo ijdel en arrogant als in veel latere verhalen.
- Professor Barabas vindt in dit verhaal enkele uitvindingen uit: het sprietatoomtoestel, een raket, het stopstraalkanon en het voedsel-etende autootje Vitamitje. De eerste drie uitvindingen worden aan het einde van het verhaal vernietigd, maar Vitamitje krijgt in meerdere latere verhalen opnieuw een rol.
- Er wordt herhaaldelijk gealludeerd op de voedselschaarste en de rantsoenering die nog steeds gold in de eerste jaren na de Tweede Wereldoorlog, m.n. wanneer Vitamitje gevoed moet worden.
- De booswicht Savantas zou veel later nog eens terugkeren in Amoris van Amoras (1984) en De verdwenen verteller (2002)
- Net als de rakettank in De avonturen van Rikki en Wiske wordt de plot opnieuw bepaald door een gevaarlijke reeks uitvindingen.
- Het gehucht Rauw, gemeente Mol (in het album gespeld als Moll), wordt in de Tweede Wereldoorlog bekend om zijn winning van spriet. Wanneer in 1928 het Maas-Scheldekanaal wordt verbreed, halen de arbeiders brokken bruine grond naar boven. Deze goedkope brandstof is vooral in de oorlog gewild, vanwege de kolenschaarste.
- Het gegeven waarbij sterk verkleinde mensen in glazen potten worden opgesloten, keerde later terug in De Texasrakkers (1959). Dit idee werd mogelijk geïnspireerd door een soortgelijke scène uit de griezelfilm Bride of Frankenstein (1935).

## Achtergronden bij de uitgaven
De publicatie in De Nieuwe Standaard begon met een aankondiging van 2 stroken op 15 mei 1946, waarna het verhaal volgde in 226 stroken. Het verhaal verscheen voor het eerst in albumvorm in de Vlaamse ongekleurde reeks in 1948. Voor deze albumuitgave zijn 6 stroken weggelaten, zodat het verhaal in een album van 55 bladzijden paste. De stroken over de reis op de rug van een vlieg en de sprietatoomvelden te Moll zijn weggelaten.
Het verhaal werd in 1970 als nummer 107 in de vierkleurenreeks uitgebracht. Voor deze versie is het geheel hertekend, waarbij alle figuren getekend zijn in de stijl van die tijd. Ook werden er enkele pagina's weggelaten, om aan het standaardformaat te voldoen.
In 1993 verscheen het verhaal in de Rode Klassiek-reeks in de oorspronkelijke krantenversie. Hierbij werden de oorspronkelijke stroken dus voor het eerst gepubliceerd en ook de Vlaamse taal werd gebruikt.